# Mikael Busch
Mikael Busch (født 1962) er en dansk faglitterær forfatter.
Han har udgivet bøger om blandt andet Lenz-sagen og Bjarne Corydon.
Busch er cand.mag. i tysk og fransk fra Aarhus Universitet.
Han er ansat ved Kolding Gymnasium.